# Ganoderma ravenelii
Ganoderma ravenelii är en svampart som beskrevs av Steyaert 1980. Ganoderma ravenelii ingår i släktet Ganoderma och familjen Ganodermataceae.   Inga underarter finns listade i Catalogue of Life.